# Platysteira cyanea
Platysteira cyanea là một loài chim trong họ Platysteiridae.